# Melbourne Victory Football Club (féminines)
Pour les articles homonymes, voir Victory.
Ne pas confondre avec Melbourne City Football Club (féminines), un autre club de football basé à Melbourne et rival de celui-ci.
Maillots
Actualités
Le Melbourne Victory Women Football Club est la section féminine du Melbourne Victory FC, basé à Melbourne en Australie. Il évolue en W-League, la première division australienne.

## Histoire
En 2012-2013, le club atteint la finale du championnat mais s'incline face au Sydney FC.
Le club représente l'Australie lors du premier championnat d'Asie des clubs en 2019, mais termine à la 4e et dernière place de la compétition.
Le 22 janvier 2021, le club subit la plus grosse défaite de l'histoire de la W-League en s'inclinant 0-6 face au Brisbane Roar.

## Palmarès

### W-League
- Premiership (saison régulière) : 2018-2019
- Championship (play-offs) : 2013-2014, 2020-2021, 2021-2022

## Anciennes personnalités notables

### Joueuses
Angleterre
- Natasha Dowie
- Jodie Taylor

 Australie
- Laura Brock
- Steph Catley
- Emma Checker

 Canada
- Brittany Timko

 États-Unis
- Ashley Hatch
- Jessica McDonald
- Erika Tymrak

 Nouvelle-Zélande
- Katie Duncan
- Rebekah Stott

 Pays de Galles
- Jessica Fishlock

 Suède
- Jessica Samuelsson

## Rivalités
À l'instar des hommes, le derby face au Melbourne City est capital, tant pour les joueuses que pour les supporters.